# 875 Nymphe
875 Nymphe, asteroid glavnog pojasa. Otkrio ga je Max Wolf, 19. svibnja 1917.

## Vanjske poveznice
- Minor Planet Center